# Gawit

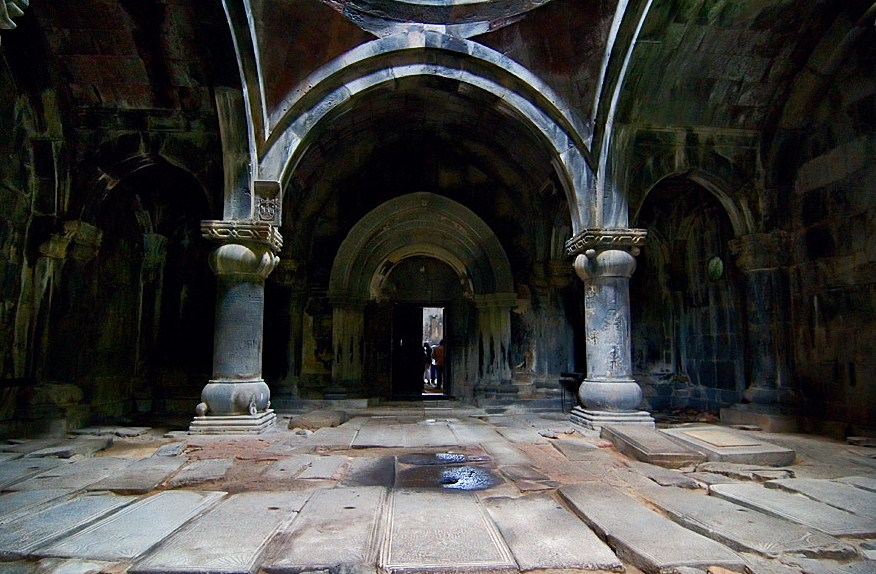
Gawit im Kloster Sanahin von 1181. Zentralkuppel über vier Säulen. Der Boden ist vollständig mit Grabplatten bedeckt.

Gawit, auch Gavit (armenisch Գավիթ), bezeichnet eine meist quadratische Vorhalle in der mittelalterlichen  armenischen Architektur, die im Westen an Klosterkirchen angebaut ist. Der erste typische Gawit mit einer in neun Felder eingeteilten Decke gehörte zur Hauptkirche des Klosters Horomos und war 1038 datiert. Der nur in Armenien vorkommende Gawit ist in manchen Fällen größer als die eigentliche Kirche und diente für allgemeine Versammlungen der Gemeinde, für Unterrichtszwecke, Gerichtsverhandlungen und als Grabstätte. Der im Allgemeinen synonyme Begriff Schamatun (englische Umschrift Zhamatun) für diesen Bautyp wird gelegentlich unscharf und unterschiedlich nach der Funktion abgegrenzt. Er kann sich nur auf die profane Funktion des Raumes oder speziell auf den Begräbnisort beziehen.

## Entwicklung der Bauform

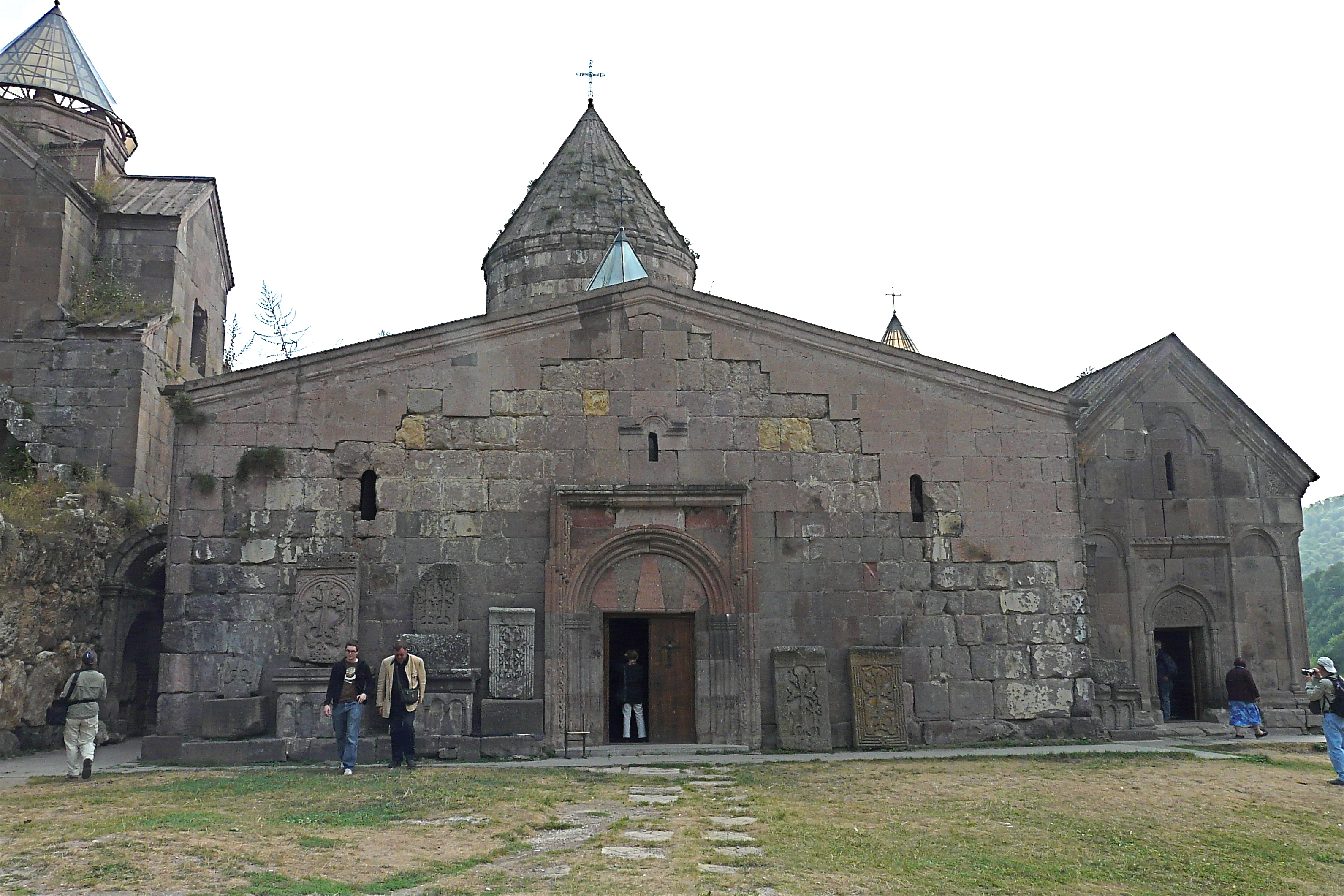
Goschawank, Portal in der Westfassade des Gawits von 1197

Die armenische Kirchenbaukunst entwickelte sich parallel zur georgischen ab dem 4. Jahrhundert. Zunächst entstanden einschiffige Saalkirchen, die im 5. Jahrhundert zu dreischiffigen Basiliken verbreitert wurden und zur selben Zeit die ersten Zentralbauten mit anfangs kreuzförmigen Grundrissen, die auf der Basis eines Tetrakonchos variiert und durch Nebenräume erweitert wurden. Zunächst tragen wie in der kleinen Kreuzkuppelkirche von Lmbat (7. Jahrhundert) die inneren Wandecken die zentrale Kuppel. Bei einer anderen Konstruktion, deren frühester Vertreter möglicherweise der Neubau der Kathedrale von Etschmiadsin Anfang des 7. Jahrhunderts ist, ruht die Kuppel auf vier freistehenden Pfeilern, wobei die Schubkräfte durch Gurtbögen zu den Außenwänden abgeleitet werden. Die Kathedrale von Etschmiadsin steht für eine allgemeine Veränderung im armenischen Kirchenbau. Die basilikalen Strukturen treten allmählich in den Hintergrund, während kreuzförmige Zentralbauten durch Eckräume ergänzt werden, die innerhalb einer Ummantelung liegen. Eine vorbildhafte Komposition stellte die heute zerstörte Theodoros-Kirche von Bagaran (türkisches Westufer des Achurjan) von 624–631 dar, deren vier Freipfeiler in einem quadratischen Raum mit polygonalen Apsiden an jeder Seite standen.
Die weitere Entwicklung der stark nach oben strebenden zweigeschossigen Kirche von Bagaran fand ihren Höhepunkt mit der runden Kathedrale von Swartnoz (642–662), deren Form später in der georgischen Rundkirche von Bana (um 900) wiederholt wurde. Während Rundkirchen oder annähernd runde polygonale Kirchen in Armenien häufig vorkommen, sind sie in Georgien äußerst selten geblieben. Der in Georgien weit verbreitete byzantinische Bautyp der Kreuzkuppelkirche und die Dreikirchenbasilika sind in Armenien unbekannt. In Georgien fehlen dafür der aus der Verbindung von Längsschiff und zentralem Kuppelquadrat hervorgegangene Kuppelbau und der Gawit.
Mit einer teilweisen Autonomie der armenischen Fürstentümer nach Ende der Herrschaft der Abbasiden begann im 9. Jahrhundert ein Wiederaufblühen der armenischen Baukunst, die bis Mitte des 11. Jahrhunderts andauerte. Damals entstand mit der Entfaltung des Mönchtums auch ein Bautyp, der nur an armenischen Klöstern vorkommt. Der als eine Art Narthex vor dem Westeingang der Kirche angebaute rechteckige Versammlungsraum der Mönche war anfangs mit einem Tonnengewölbe überdeckt und hatte vermutlich seinen Ursprung in der Region Sjunik, wo vor der im Jahr 1000 eingeweihten Stephanuskirche des Klosters Vorotnavank ein solcher einfacher Vorraum erhalten blieb.
Daraus entstand der Gawit als ein quadratischer oder annähernd quadratischer Zentralbau mit vier freistehenden Pfeilern in der Mitte. Einer der ältesten Gawite aus dem Jahr 996 befindet sich im Kloster Gndevank (Provinz Wajoz Dsor). Ein herausragendes und das erste charakteristische Beispiel dieses Bautyps aus dem Jahr 1038 gehört zur Hauptkirche des Heiligen Johannes in Horomos (heute eine Ruinenstätte an der Ostgrenze der Türkei). Die vier Säulen des Gawits von Horomos tragen ein Zeltdach, das aus acht monolithischen Steinplatten besteht, an deren Spitze eine Öffnung (jerdik) für Lichteinfall sorgt. Die Säulen sind in jeder Richtung untereinander und mit den Außenwänden durch schwere Rundbögen verbunden, die den Raum in neun Segmente teilen. Die acht äußeren Felder sind mit Platten flach gedeckt, die Rosetten und Reliefs mit anderen Ornamenten enthalten. Die gesamte Raumkomposition stellt eine Verbindung mit der Palastarchitektur her.

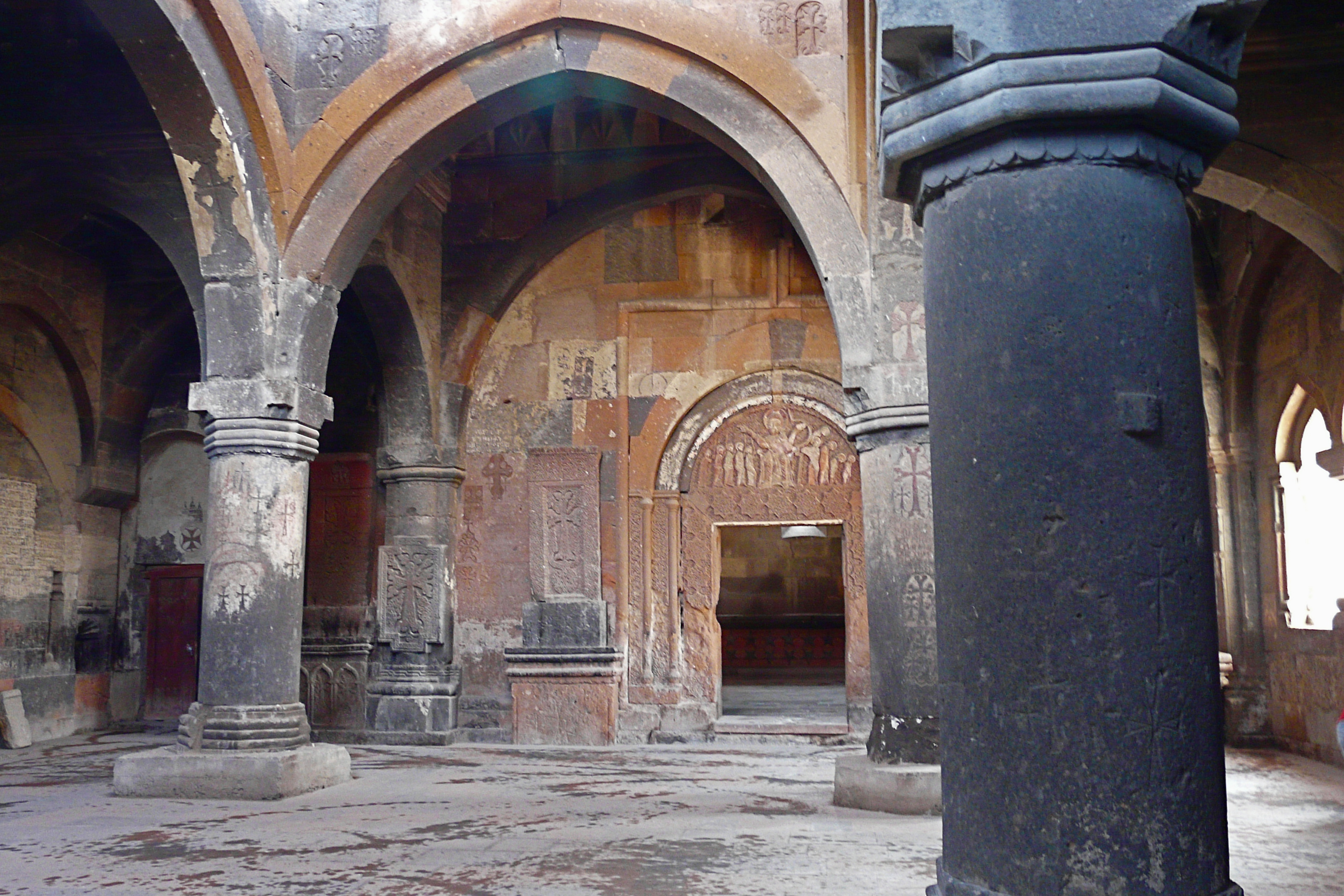
Gawit von St. Karapet in Howhannawank von 1250

Im 13. und 14. Jahrhundert wurden nach diesem Modell Gawite in ganz Armenien beliebt. Oft schlossen sie die frei stehenden Klosterbauwerke zu einem einheitlichen Architekturensemble zusammen. Im Unterschied zur vorarabischen Zeit traten nun nicht nur die Katholokoi anlässlich ihrer Ernennung in dieses Amt als Stifter für Kirchen und Klöster auf, auch Könige und Fürsten wollten durch großzügige Stiftungen ihr Prestige erhöhen und trugen so zu der wachsenden Zahl religiöser Bauwerke bei. Bei bestehenden Kirchen wurden in dieser Zeit Gawite angebaut, bei Kirchenneubauten wurden sie gleich in die Architektur einbezogen. Bei manchen Kirchen überragen sie in ihren Abmessungen das Hauptgebäude. Im Fall des Klosters Barjrakash (Anfang 13. Jahrhundert, im Tal des Flusses Debed beim georgischen Ort Marneuli) schrumpfte die an den Gawit grenzende Kirche bis zu einer kleinen Apsis.
Das mittlere Deckenfeld ist in der Regel von einer Kuppel ohne Tambour überwölbt oder anderweitig erhöht. Der Übergang vom Grundquadrat zum Kuppelkreis wird mit Pendentifs oder mit Trompen oder sonstigen Gewölbezwickeln zunächst über ein Oktogon, manchmal auch über eine Zwischenstufe mit 12 oder 16 Seiten erreicht. Anstelle der Kuppel kann ein Kreuzgratgewölbe, eine Pyramide oder ein kleiner Turmaufbau den oberen Abschluss bilden. In vielen Fällen ist eine quadratische oder kreisrunde Lichtöffnung (jerdik) vorhanden. Die zentrale Deckenöffnung verweist auf den alten armenischen Wohnhaustyp glkhatun („Kopfhaus“), den im 5. Jahrhundert v. Chr. bereits der griechische Historiker Xenophon beschrieb und der bis ins 19. Jahrhundert gebaut wurde. Das Dach dieses quadratischen Haustyps bestand aus diagonal über die Raumecken gelegten Holzbalken, die nach oben verjüngt ein Kraggewölbe (hazarashen) bildeten, das außen mit Erde überdeckt zu einem künstlichen Rundhügel wurde. Seit dem 14. Jahrhundert waren auch Deckenkonstruktionen ohne frei stehende Pfeiler möglich. In diesem Fall stützen zwei massive Pilaster an jeder Wandseite weite, den gesamten Raum überspannende Bögen, die sich kreuzen und ebenfalls neun Raumfelder bilden.
Der Neun-Felder-Grundplan hat eine Parallele bei den in der Abbasidenzeit erbauten Moscheen. Die Gawite im 13. Jahrhundert erlaubten im Unterschied zu den strenger der Bautradition folgenden Kirchenbauten eine innovativere Ausgestaltung und eine stärkere Übernahme benachbarter Formensprachen. Beim Gavit von Astvatsankal aus dem 13. Jahrhundert in der Provinz Aragazotn (Ruine beim Erdbeben 1988 zerstört und später unsachgemäß teilrestauriert) waren die Gewölbezwickel von Muqarnas nach seldschukischem Vorbild überdeckt. Die Übernahme von Muqarnas aus der islamischen Bautradition findet sich auch an der zeitgenössischen Hagia Sophia in Trapezunt und gelegentlich anderweitig in der armenischen Architektur.

## Klassifizierung

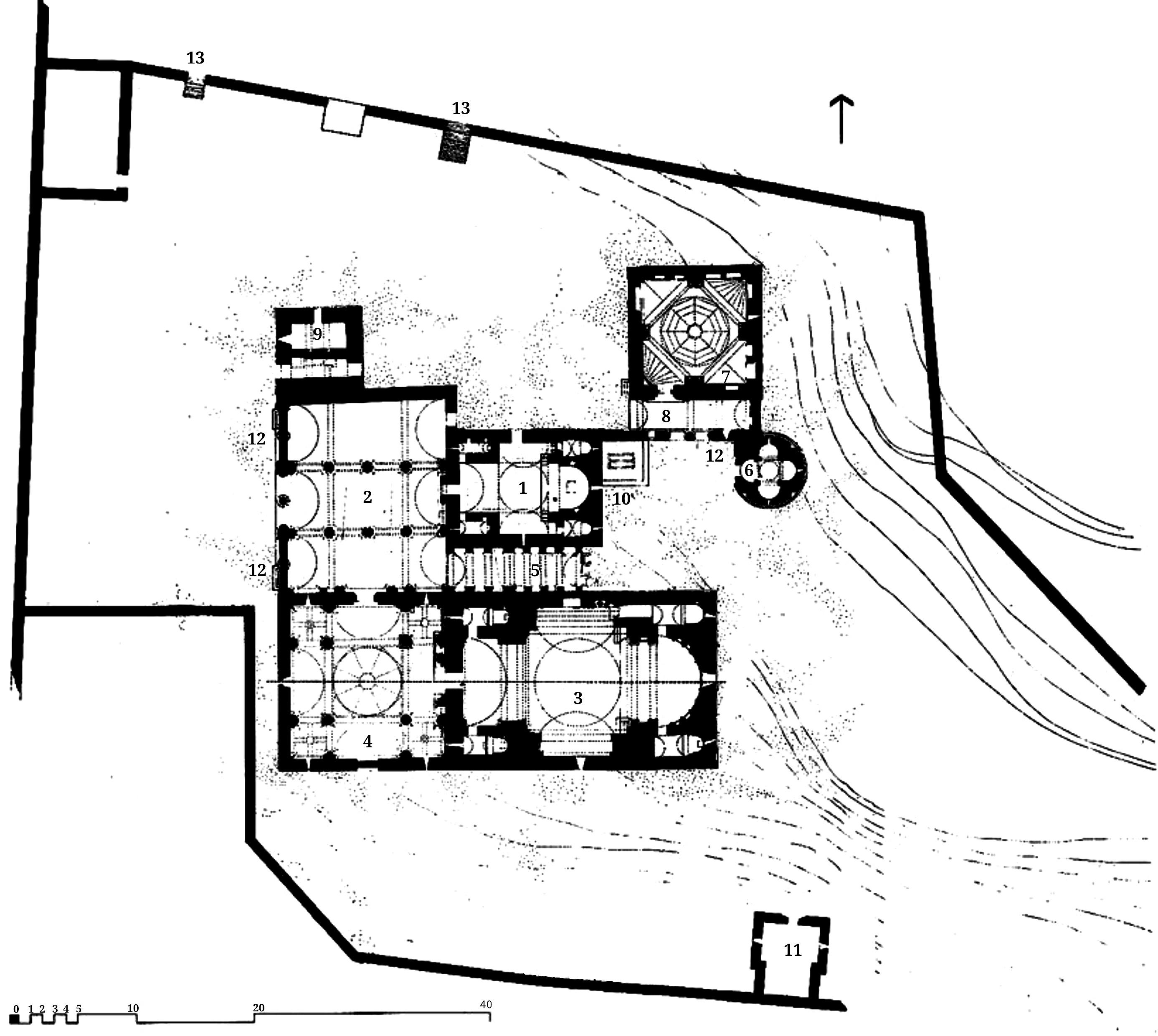
Grundplan des Klosters Sanahin. Gawit Typ A1 (auf dem Plan Nr. 4) vor der Amenaprkich-Kirche

Die Einteilung der Gawite erfolgt nach der Deckenkonstruktion über Pfeilern oder über der zuletzt genannten Rippenkonstruktion. Jean-Michel Thierry nennt in seiner Klassifizierung zunächst den häufigsten Typ A1, der dem Vorbild von Horomos folgt: Vom Quadrat der vier freistehenden Säulen führen Bögen zu Wandpfeilern. Von den neun Deckensegmenten sind die vier im Achsenkreuz liegenden durch Tonnengewölbe und die Eckfelder durch Flachkuppeln oder Flachdecken geschlossen. Vom Eingang in der Westwand führt der Weg nach Osten in die Kirche. Manche Gawite dieses Typs verfügen über angebaute Kapellen an den Ecken oder über ein Obergeschoss. Beispiele sind das Kloster Sanahin mit einem Gawit von 1181, Goschawank in der Provinz Tawusch (1197), Makarawank in derselben Provinz (1207), Saghmosawank (kurz nach 1215) in der Provinz Aragazotn, Haritschawank in der Provinz Schirak im Nordwesten (1225) und Howhannawank nordwestlich Jerewan (1250). Vom 16. bis zum 18. Jahrhundert kommt der Typ A1 zwar immer noch vor, in der Region Vaspurakan (in der heutigen Osttürkei) fehlt jedoch nahezu der gesamte Reliefschmuck. Gawite in dieser Zeit wurden unter anderem im Apostelkloster bei Muş (1555), in Varagavank (1648), Lim (1766, heute die Insel Adır Adası im Vansee) und Narek (1787, Provinz Ararat) gebaut.
Der seltene Typ A2 besitzt nur zwei frei stehende Pfeiler, von denen die Gurtbögen zu den Außenwänden führen. Die Kuppel ist hier asymmetrisch angeordnet. Ein Beispiel ist der Gawit des Klosters Hajrawank am Westufer des Sewansees aus dem 12. Jahrhundert, der an eine Kirche vom Ende des 9. Jahrhunderts angebaut wurde. Später kommen die zwei Pfeiler noch in Putkuvank (1601, Haneputki, Osttürkei) vor.
Die verbreitete Rippenbogendecke bildet den Typ B1. Hierzu gehören die Kloster Khorakert nordwestlich von Sanahin mit einem Gawit von 1252, Arakelozwank im äußersten Nordosten (13. Jahrhundert) und Deljnutivank (13. Jahrhundert). Bei einer Sonderform im Kloster Horomayri (Provinz Lori, 13. Jahrhundert) und bei der Apostelkirche in Ani (vermutlich Anfang 11. Jahrhundert) verlaufen die Rippen diagonal im Raum. Bei der Apostelkirche war ein kleiner Gawit an eine Kirche angebaut, deren Grundform den Übergang von einem Tetrakonchos zu einer Kreuzkuppelkirche darstellte. In Arates (Provinz Wajoz Dsor) besaß die Decke als eine Besonderheit Zwischenrippen.
Typ C ist eine reduzierte, asymmetrische Form mit nur zwei frei stehenden Pfeilern nahe der Westwand. Sie kommt in den Klöstern Haghpat im Norden (Anfang 13. Jahrhundert), Mschkawank (Provinz Tawusch) und Ganjasar (im Osten, 13. Jahrhundert) vor.
Zu Typ D gehören Gawite, die weder zentrale Pfeiler, noch eine Rippenkonstruktion, sondern ein Kreuzgratgewölbe besitzen. Ein solcher Gawit aus dem Jahr 1261 findet sich in Norawank im Tal des Amaghu und im Kloster Calackar mit der 1014 datierten Kirche von St. Karapet. Eine Flachkuppel (Kalotte) überwölbt den Gawit von Hogeacvank.
Langrechteckige Gebäude werden als Typ E zusammengefasst. Hierzu gehören einschiffige Hallen (Typ E1), die es zu einer frühen Zeit in der südlichen Provinz Sjunik gab, zweischiffige (Typ E2) und dreischiffige Räume (Typ E3) wie in Sanahin von 1211. Typ E4 bezeichnet eine offene Galerie mit breiten Arkaden vor dem Westportal, die ähnlich in der georgischen Architektur vorkommt. Beispiele sind das Kloster Kobayr in der Provinz Lori aus dem 12. Jahrhundert und das Kloster Sedvivank; im 17. Jahrhundert: Mughni (Provinz Aragazotn), Zoravar (Provinz Kotajk), Shativank (Provinz Wajoz Dsor), Bist (ein Dorf im Rayon Ordubad im Westen Aserbaidschans) und Paraga (in Nachitschewan).

## Funktion
Nach dem Ende der seldschukischen Überfälle im 11. Jahrhundert eroberte der georgische König Dawit der Erbauer Anfang des 12. Jahrhunderts den Norden Armeniens und das Land erhielt einen Anteil an der wirtschaftlichen Blüte Georgiens. Bis zum 14. Jahrhundert spielten die Klöster eine bedeutende Rolle bei der Entwicklung der Architektur und vergrößerten ihre Ländereien, weil ihnen die Feudalherren ihren Besitz schenkten. Die nunmehr gebauten Gawite wurden die Bestattungsorte dieser Fürstenfamilien. Nach dem armenischen Kirchenrecht durften sie nicht in der Kirche selbst bestattet werden.
Die Funktion als Ort der Rechtsprechung und der Verkündung von Gesetzen ist im Gawit der zerstörten Apostelkirche von Ani durch Inschriften an den Wänden belegt. Eine teilweise ähnliche Aufgabe besaß das Westwerk einer europäischen Kirche. Gavite dienten auch als Schulraum und Bibliothek für den Konvent. Hierauf weisen zahlreiche Nischen in den Wänden hin, in denen Bücher abgestellt wurden.
Gawite trugen mit ihrer an die Palastbauten angelehnten Architektur dazu bei, einen zusammenhängenden Baukomplex zu schaffen, der sich harmonisch in die Landschaft einfügt.